# Stationäre Flotte
Die Stationäre Flotte des Japanischen Kaiserreichs (japanisch 常備艦隊 Jōbi Kantai) war eine Flotte der Kaiserlich Japanischen Marine. Sie wurde am 24. Juli 1889 aus der Stationären Flottille gebildet und war die Hauptkampfflotte der japanischen Seestreitkräfte. 1903 wurde sie in die 1. und 2. Flotte aufgeteilt.
Die Kaiserlich Japanische Marine teilte in der frühen Meiji-Zeit ihre Schiffe neu ein. Sie organisierte die neuen und hochmodernen Schiffe in die Hauptflotte und die alten Schiffe dienten in der Küstenverteidigungsflotte.
Japan hatte 1872 das neue Marineministerium gegründet. Kurz darauf wurde die Mittlere Flotte ins Leben gerufen. Nach einigen Umorganisierungen wurde Gemäß dem Erlass Nr. 100 der neuen Flottenverordnung vom 24. Juli 1889 die Stationäre Flotte unter ihrem Oberbefehlshaber Konteradmiral Inoue Yoshika gegründet und die existierende Stationäre Flottille am 29. Juli 1889 in diese umstrukturiert.

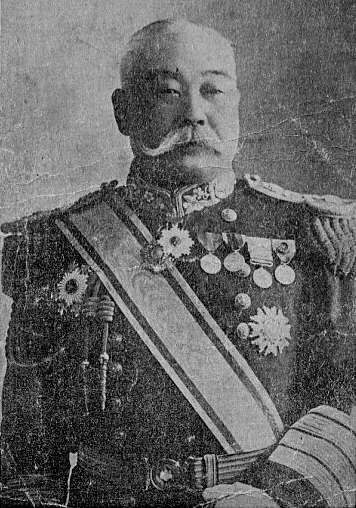
Konteradmiral Inoue Yoshika

Die maritime Stärke wuchs schnell von 19 Kriegsschiffen im Jahr 1882 auf 31 im Jahr 1894. Dazu kamen zahlreiche kleinere Torpedoboote.
Die Meiji-Regierung orientierte sich bei dieser Flotte an der britischen Marine und ihrer Marinedoktrin an den Lehren des  amerikanischen Admirals, Alfred Thayer Mahan, dem Marinetheoretiker der 1890er Jahre.

## Gründungsorganisation am 29. Juli 1889
| Einheiten             | Einheiten            | Einheiten |
| --------------------- | -------------------- | --------- |
| Panzerschiff          | Fusō                 | Fusō      |
| Geschützter Kreuzer   | Naniwa (Flaggschiff) | Takachiho |
| Ungeschützter Kreuzer | Takao                | Takao     |
| Korvette              | Katsuragi            | Yamato    |

## Neuorganisation am 19. Juli 1894
Bedingt durch die sich verschlechternden Beziehungen zwischen China und Japan traten im Juni 1894 neue Flottenvorschriften in Kraft. Auf dessen Grundlage wurde am 13. Juli eine Wachflotte gebildet, die fünf Tage danach in Westmeerflotte umbenannt wurde. Zusammen bildete sie mit der Stationären Flotte nun die Kombinierte Flotte. Der Oberbefehlshaber der Kombinierten Flotte, Vizeadmiral Itō Sukeyuki, war zugleich auch der Oberbefehlshaber der Stationären Flotte.
| Einheiten                                                      | Einheiten                | Einheiten | Einheiten | Einheiten | Einheiten | Einheiten   | Einheiten | Einheiten   |
| -------------------------------------------------------------- | ------------------------ | --------- | --------- | --------- | --------- | ----------- | --------- | ----------- |
| Panzerschiff                                                   | Fusō                     | Hiei      | Hiei      | Hiei      | Hiei      | Hiei        | Hiei      | Hiei        |
| Geschützter Kreuzer                                            | Matsushima (Flaggschiff) | Takachiho | Naniwa    | Yoshino   | Chiyoda   | Itsukushima | Hashidate | Akitsushima |
| Ungeschützter Kreuzer                                          | Yaeyama                  | Tsukushi  | Tsukushi  | Tsukushi  | Tsukushi  | Tsukushi    | Tsukushi  | Tsukushi    |
| Kanonenboot                                                    | Banjō                    | Atago     | Maya      | Chōkai    | Chōkai    | Chōkai      | Chōkai    | Chōkai      |
| Sloop                                                          | Amagi                    | Amagi     | Amagi     | Amagi     | Amagi     | Amagi       | Amagi     | Amagi       |
| Fünf Torpedoboote, ein Torpedoboot-Tender und zwei Transporter |                          |           |           |           |           |             |           |             |

In dieser Formation zog die Stationäre Flotte in den Ersten Japanisch-Chinesischen Krieg, der am 1. August 1894 begann.
Kreuzer der Stationären Flotte waren am 17. September des Jahres unter Konteradmiral Kōzō Tsuboi an der Seeschlacht nahe der Mündung des Flusses Yalu beteiligt. Es gelang ihnen, acht der zwölf chinesischen Kriegsschiffe zu versenken und sich somit die Seeherrschaft im Gelben Meer zu sichern.

## Reorganisation nach dem Krieg
| Einheiten             | Einheiten               | Einheiten   | Einheiten | Einheiten |
| --------------------- | ----------------------- | ----------- | --------- | --------- |
| Geschützter Kreuzer   | Hashidate (Flaggschiff) | Itsukushima | Chiyoda   | Izumi     |
| Ungeschützter Kreuzer | Takao                   | Maya        | Maya      | Maya      |
| Korvette              | Yamato                  | Kaimon      | Kaimon    | Kaimon    |
| Kanonenboot           | Chokai                  | Atago       | Sōkō      | Sōkō      |
| Sloop                 | Tenryū                  | Tenryū      | Tenryū    | Tenryū    |

## Letzte Aufstellung vor der Aufteilung
| Einheiten             | Einheiten | Einheiten | Einheiten | Einheiten | Einheiten | Einheiten | Einheiten |
| --------------------- | --------- | --------- | --------- | --------- | --------- | --------- | --------- |
| Schlachtschiff        | Asahi     | Fuji      | Hatsuse   | Hatsuse   | Hatsuse   | Hatsuse   | Hatsuse   |
| Geschützter Kreuzer   | Tokiwa    | Yakumo    | Chitose   | Izumi     | Akashi    | Asama     | Takasago  |
| Ungeschützter Kreuzer | Takao     | Chihaya   | Miyako    | Miyako    | Miyako    | Miyako    | Miyako    |
| Kanonenboot           | Akagi     | Atago     | Ōshima    | Chikushi  | Chikushi  | Chikushi  | Chikushi  |

Am 28. Dezember 1903 wurde die Stationäre Flotte aufgelöst und in die 1. Flotte und die 2. Flotte aufgeteilt.

## Kommandanten der Stationären Flotte
| Nr. | Dienstgrad und Name            | Amtszeit            | Amtszeit          |
| Nr. | Dienstgrad und Name            | Beginn der Amtszeit | Ende der Amtszeit |
| --- | ------------------------------ | ------------------- | ----------------- |
| 1.  | Konteradmiral Inoue Yoshika    | 29. Juli 1889       | 17. Juni 1891     |
| 2.  | Konteradmiral Arichi Shinanojō | 17. Juni 1891       | 12. Dezember 1892 |
| 3.  | Konteradmiral Aiura Norimichi  | 12. Dezember 1892   | 20. Mai 1893      |
| 4.  | Vizeadmiral Itō Sukeyuki       | 20. Mai 1893        | 11. Mai 1895      |
| 5.  | Vizeadmiral Arichi Shinanojō   | 11. Mai 1895        | 16. November 1895 |
| 6.  | Vizeadmiral Inoue Yoshika      | 16. November 1895   | 26. Februar 1896  |
| 7.  | Vizeadmiral Tsuboi Kōzō        | 26. Februar 1896    | 9. April 1897     |
| 8.  | Vizeadmiral Aiura Norimichi    | 9. April 1897       | 8. Oktober 1897   |
| 9.  | Vizeadmiral Shibayama Yahachi  | 8. Oktober 1897     | 19. Januar 1899   |
| 10. | Vizeadmiral Samejima Kazunori  | 19. Januar 1899     | 20. Mai 1900      |
| 11. | Vizeadmiral Tōgō Heihachirō    | 20. Mai 1900        | 1. Oktober 1901   |
| 12. | Vizeadmiral Tsunoda Hidematsu  | 1. Oktober 1901     | 26. Juli 1902     |
| 13. | Vizeadmiral Hidaka Sōnojō      | 26. Juli 1902       | 19. Oktober 1903  |
| 14. | Vizeadmiral Tōgō Heihachirō    | 19. Oktober 1903    | 28. Dezember 1903 |